# پدیکور

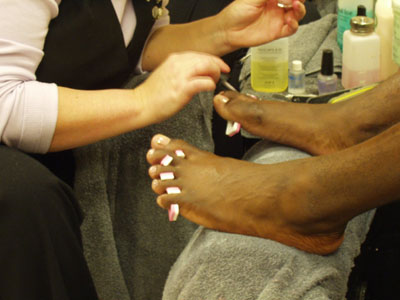
در حال انجام پدیکور با فاصله دهنده انگشت

پدیکور (به انگلیسی: Pedicure) نوعی درمان آرایشی پا، ناخن‌های پا و مشابه مانیکور است. پدیکور برای اهداف زیبایی و درمانی انجام می‌شود. این عمل در سراسر جهان و به‌ویژه در بین زنان محبوب هستند.
پدیکور تنها شامل مراقبت از ناخن پا نیست، بلکه سلول‌های مردهٔ پوست با استفاده از یک سنگ خشن (اغلب یک سنگ پا) از پایین پا ساییده می‌شوند. مراقبت از پوست، از جمله لایه‌برداری، مرطوب‌کنندگی و ماساژ اغلب تا قسمت زانو انجام می‌شود.

## تاریخچه
مردم بیش از ۴۰۰۰ سال است که ناخن‌های خود را پدیکور می‌کنند. در جنوب بابل، نجیب‌زادگان از ابزارهای طلای جامد استفاده می‌کردند تا خود را مانیکور و پدیکور کنند. استفاده از لاک ناخن حتی به قبلتر از آن برمی گردد. بر اساس نسخه خطی دودمان مینگ، که به ۳۰۰۰ سال قبل از میلاد مسیح در چین تشکیل برمی‌گردد، رنگ ناخن وضعیت اجتماعی فرد را نشان می‌دهد؛ به این صورت که ناخن‌های سلطنتی به رنگ سیاه و قرمز رنگ شده بودند. مصریان باستان تا ۲۳۰۰ سال قبل از میلاد، مانیکور می‌کردند.

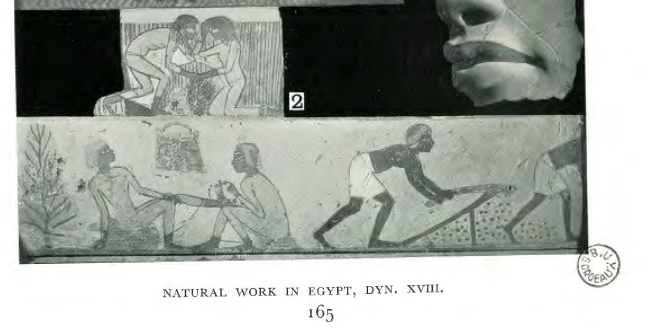
پدیکور در مصر باستان

تصویری از مانیکور و پدیکور اولیه در یک کنده‌کاری از مقبره یک فرعون پیدا شده‌است و مصریان به دلیل توجه ویژه به پاهای خود معروف بودند. مصری‌ها همچنین ناخن‌های خود را رنگ می‌کردند و از قرمز برای نشان دادن بالاترین طبقه اجتماعی استفاده می‌کردند. گفته می‌شود که ناخن‌های کلئوپاترا به رنگ قرمز پررنگ رنگ‌آمیزی شده بود، در حالی که ملکه نفرتیتی با رنگ یاقوت قرمز روشن‌تر. در مصر و روم باستان، فرماندهان نظامی نیز قبل از رفتن به جنگ، ناخن‌های خود را متناسب با لبهای خود رنگ می‌کردند.

## پدیکور در ایالات متحده
پدیکور به‌طور کلی در ایالات متحده تقریباً ۴۵ دقیقه تا یک ساعت طول می‌کشد. طبق گفته وزارت کار ایالات متحده، متخصصان مانیکور و پدیکور در سال ۲۰۱۵ درآمد متوسطی در حدود ۲۰۸۲۰ دلار در سال بدست آوردند. بیشتر افراد حرفه ای حقوق و دستمزد ساعتی دریافت می‌کنند که می‌تواند از طریق انعام مشتری افزایش یابد. موفق‌ترین تکنسین‌های مستقل مانیکور ممکن است سالی بیش از ۵۰٬۰۰۰ دلار حقوق داشته باشند. تکنسین‌های ناخن می‌توانند با انجام تکنیک‌های درمانی ناخن اضافه تر، مانند صورتی و سفید و مجسمه‌سازی، تا ۱۰۰ دلار در ساعت درآمد کسب کنند. هزینه‌های استاندارد پدیکور معمولاً حدود ۴۰ دلار است.

## ابزار و لوازم آرایشی ناخن

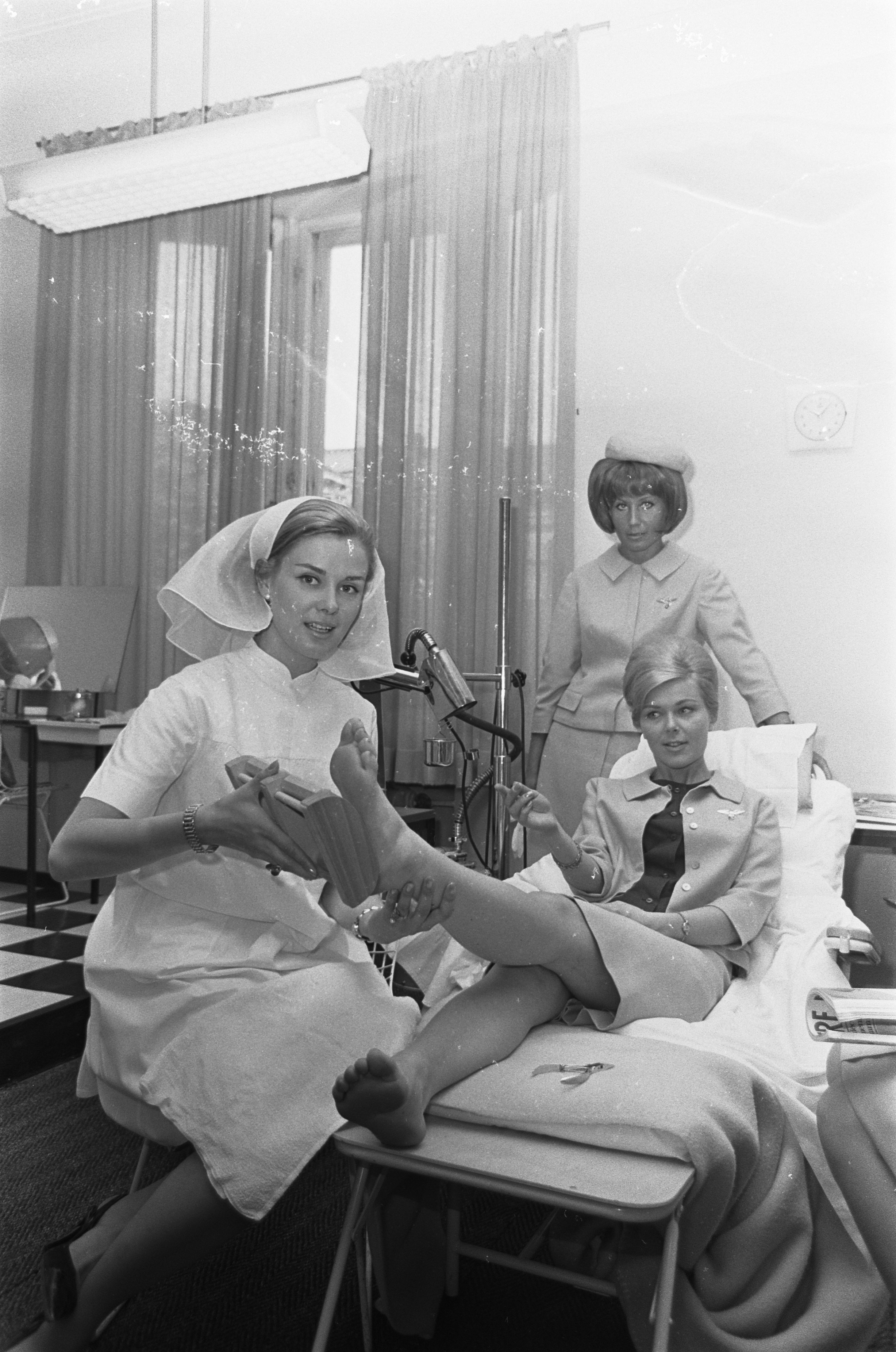
پدیکور در یکی از سالن‌های زیبایی هلسینکی، فنلاند؛ ژوئیه ۱۹۶۷‏

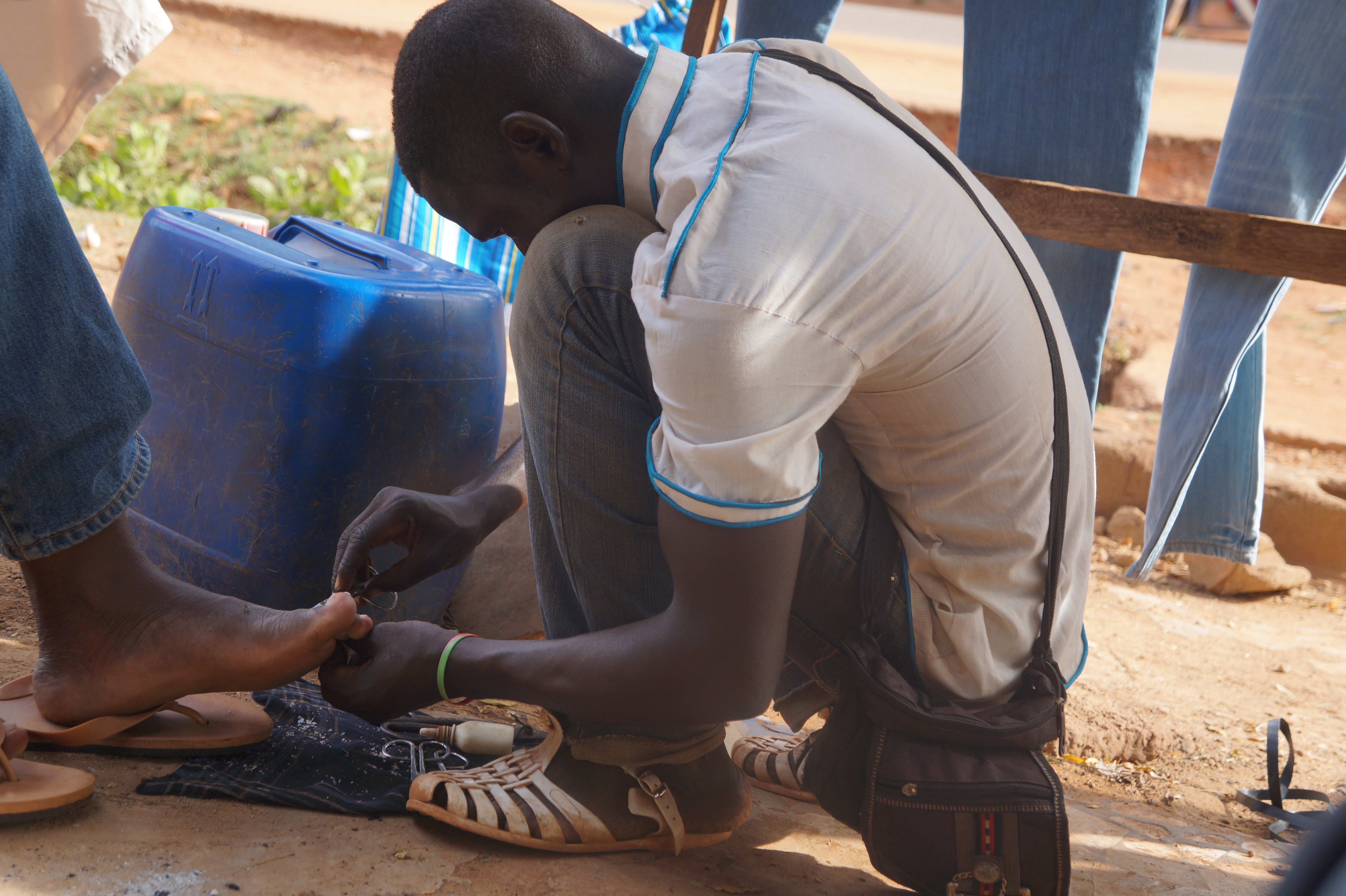
پدیکور خیابانی در باماکو

### ابزارها
- استون
- گلوله‌های پنبه ای
- کرم کوتیکول
- کوتیکول پوشر یا کوتیکول نیپر
- پاشویه
- لوسیون
- بافر ناخن
- سوهان ناخن
- لاک ناخن
- تکه چوب پرتقال
- ناخن گیر
- فاصله انداز انگشتان پا
- حوله
- آبگرم پدیکور
- سنگ پا (پوست مرده کف پا را از بین می‌برد)
- حوله‌های کاغذی (برای جدا کردن بین انگشتان پا)

### مواد آرایشی ناخن
- کت پایه
- کرم‌های کوتیکول
- روغن کوتیکول
- پاک کننده کوتیکول
- لاک ناخن خشک
- لاک ناخن مایع
- سفید کننده ناخن
- نرم‌کننده ناخن
- خشک کن ناخن
- لاک پاک‌کن
- تینر لاک ناخن

## انواع پدیکور

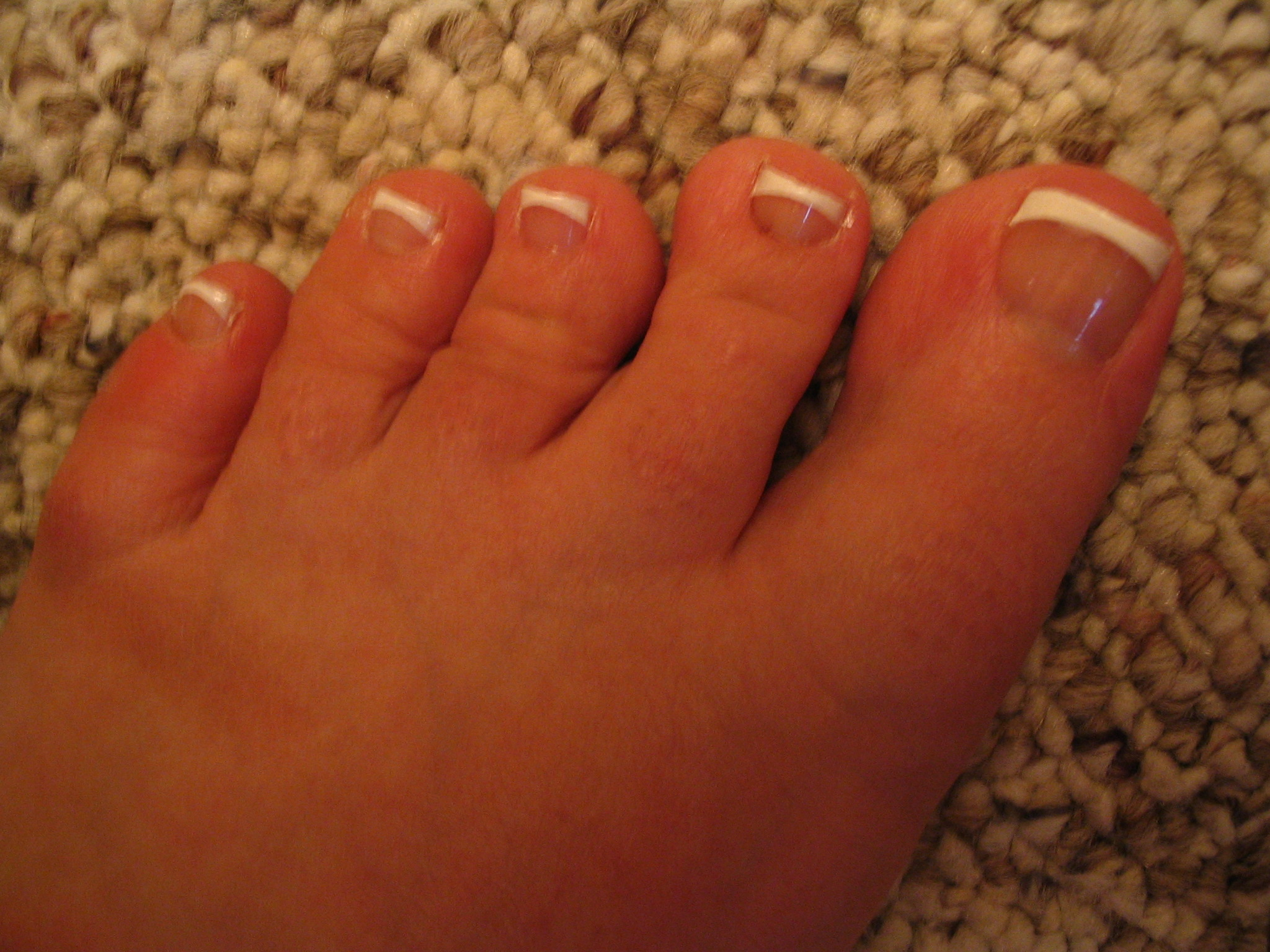
پدیکور فرانسوی

انواع مختلف پدیکور وجود دارد. برخی از متداول‌ترین انواع به شرح زیر است (نام و محصولات ممکن است از محلی به محل دیگر متفاوت باشد):
- پدیکور فرانسوی
- پدیکور منظم
- پدیکور شانگهای
- پدیکور آبگرم
- پدیکور خشک یا بدون آب
- پدیکور پارافین
- پدیکور سنگ
- مینی پدیکور
- پدیکور ورزشی
- پدیکور شکلاتی
- پدیکور بستنی
- پدیکور مارگاریتا
- پدیکور شامپاین یا شراب

## نگارخانه

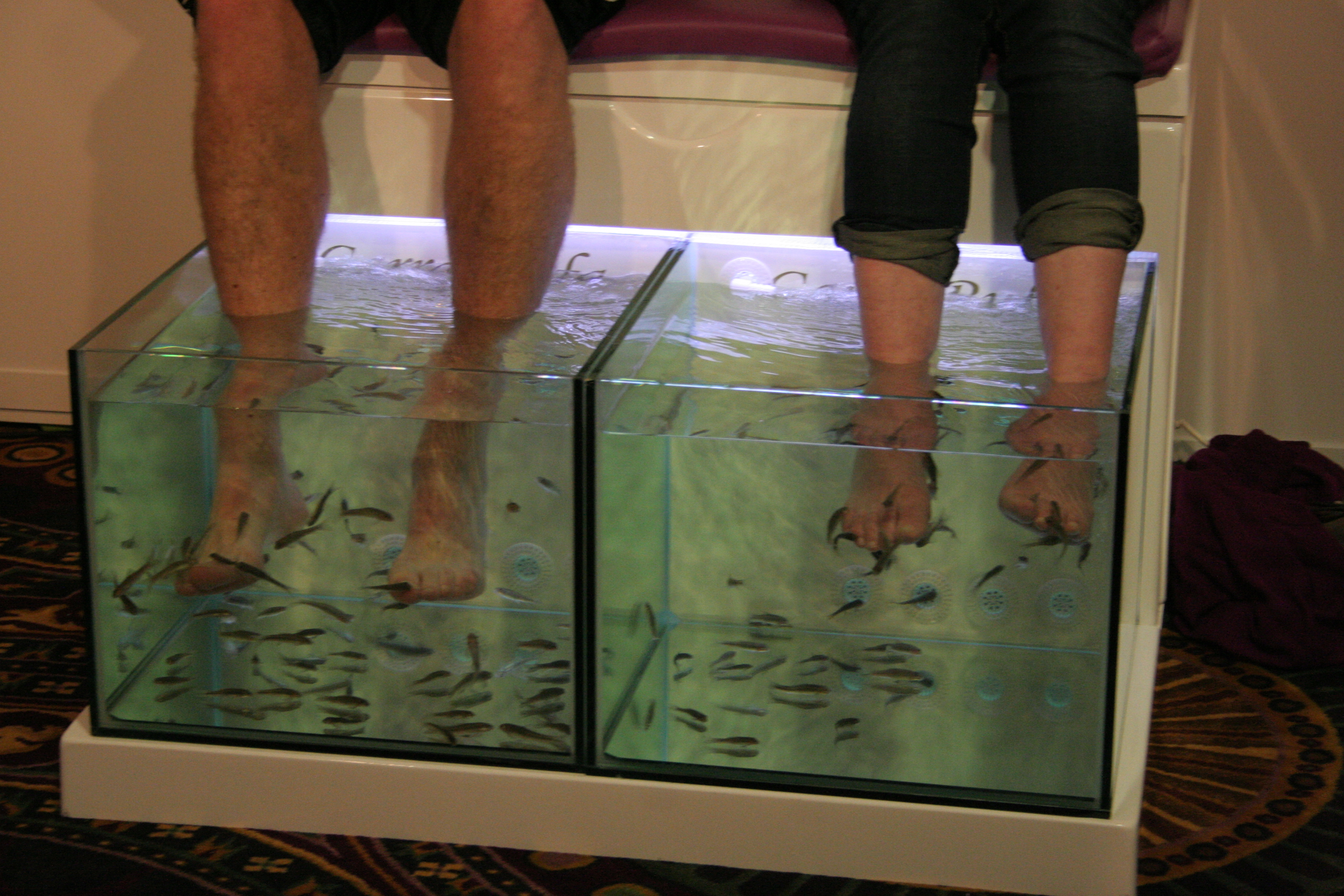
فیش پدیکور
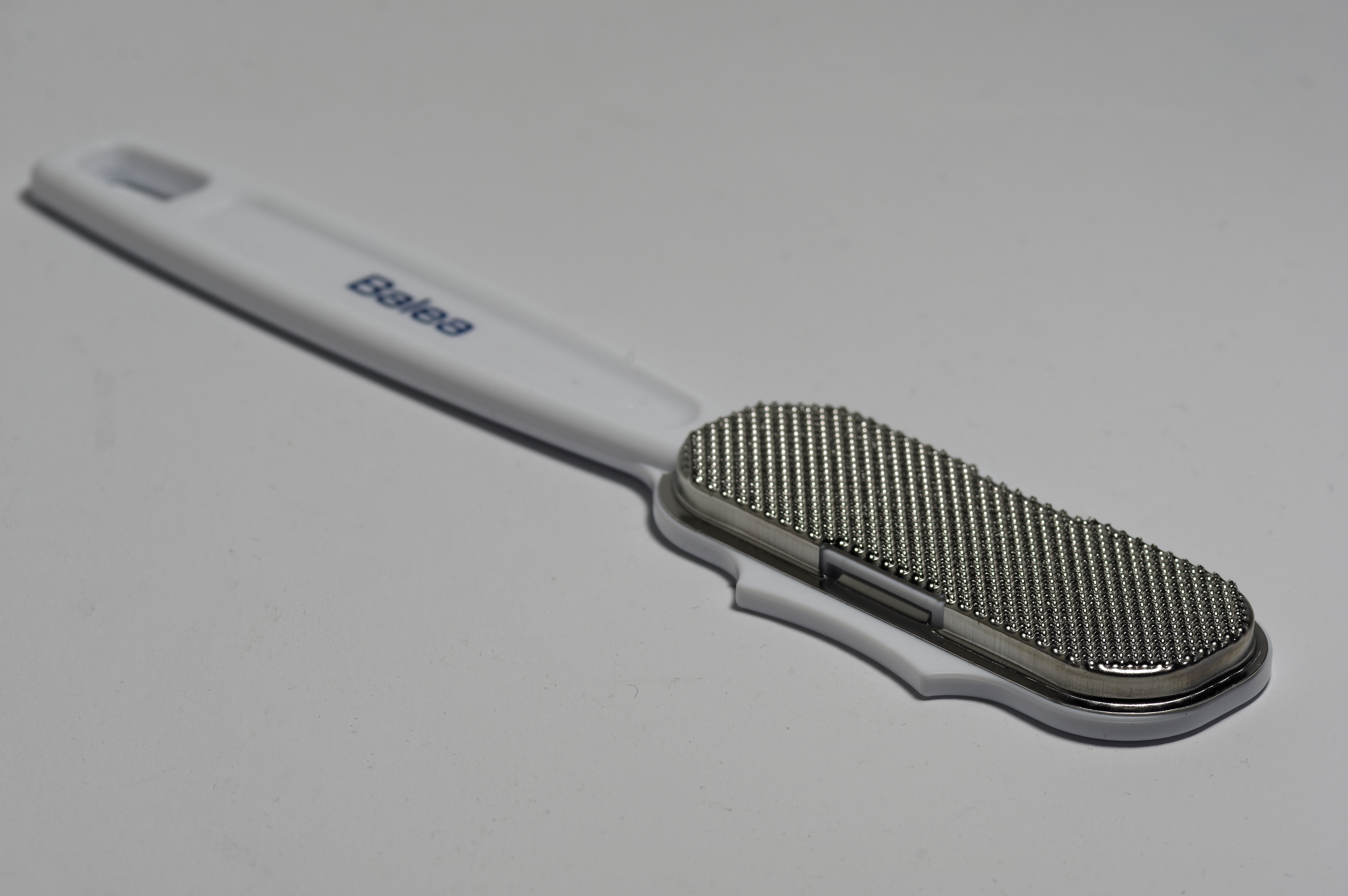
پدیکور فایل یا سوهان کف‌سابی
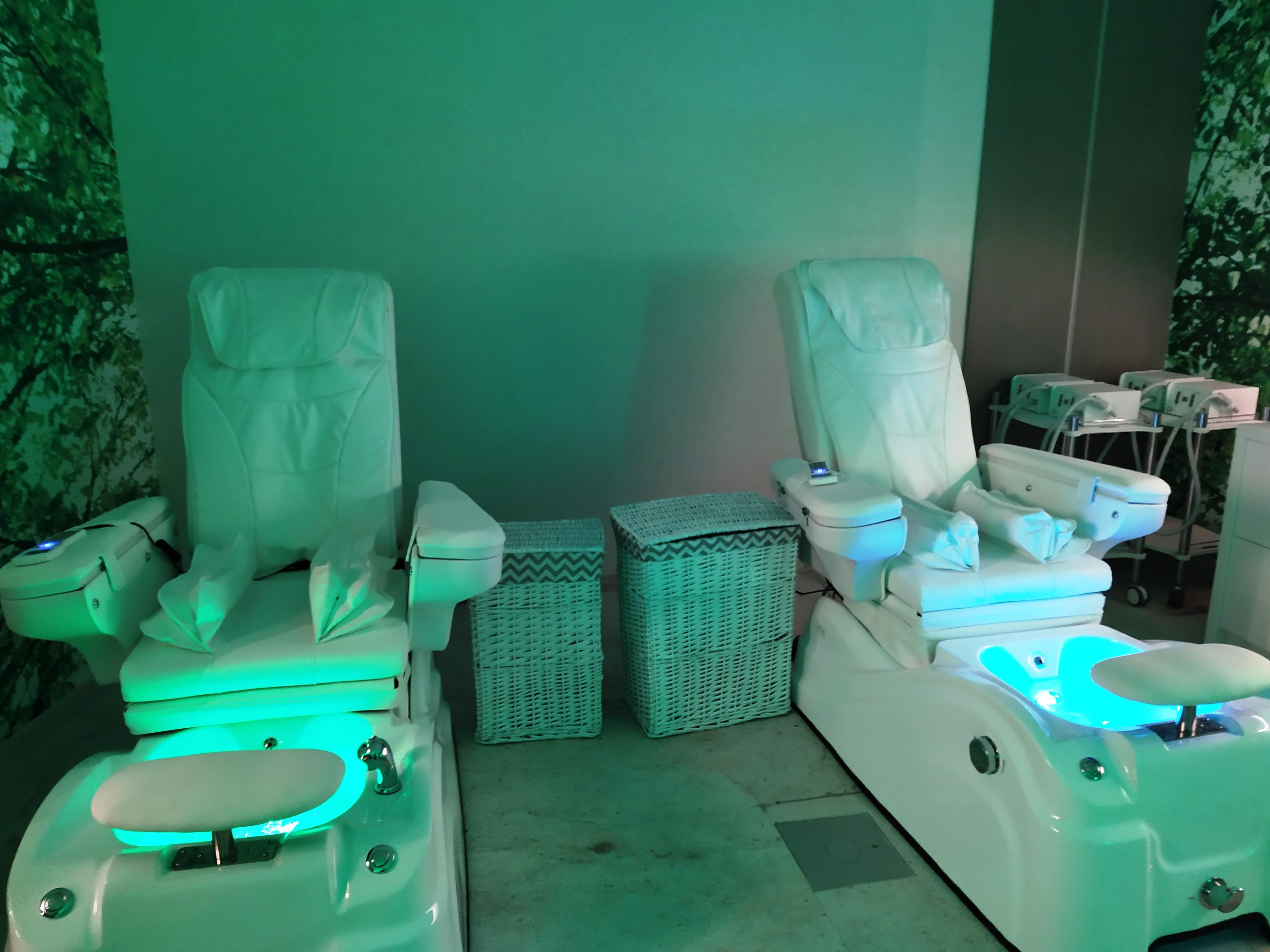
صندلی پدیکور
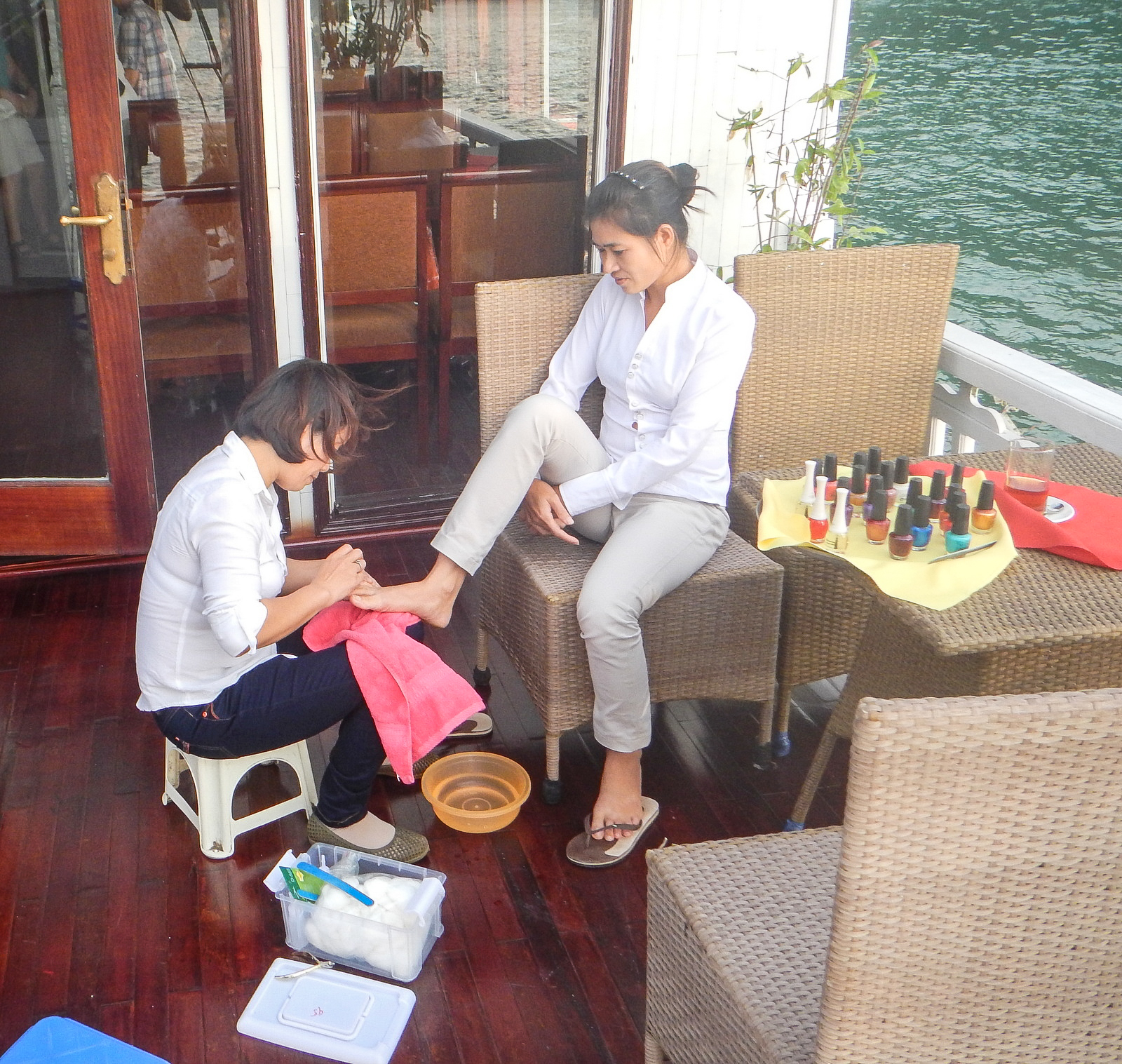
پدیکور در کشتی تفریحی
کالوس شیور Callus Shaver